# Hymenoepimecis
Epimeces, Epimecis
Genre
Synonymes
- Epimeces Ashmead, 1900
- Epimecis Lepeletier 1846

Le genre Hymenoepimecis regroupe des insectes hyménoptères parasites qualifiés de guêpes, capables de paralyser momentanément une araignée avant de déposer ses œufs dans son abdomen.
Ensuite, l'araignée retourne à ses activités, comme si de rien n'était, pendant que les larves se développent en elle et se nourrissent de sa substance.
Puis, une nuit, les larves muent et tuent l'araignée, après l'avoir amenée à modifier son comportement par des moyens chimiques : cette nuit-là, elles obligent l'araignée à tisser un cocon dont elle n'a que faire mais que les larves utiliseront.
Dès qu'elle a terminé son œuvre, les larves dévorent l'araignée et suspendent le cocon à la toile tissée à cet effet.

## Synonymes
Ce genre a deux synonymes :
- Epimeces Ashmead, 1900
- Epimecis Lepeletier 1846